# Хаммонд, Джереми
Джереми Александр Хаммонд (англ. Jeremy Alexander Hammond, также известен под своим веб-псевдонимом sup_g, род. 8 января 1985) — политический активист, веб-разработчики, бывший хакер и музыкант из Чикаго. Является основателем веб-сайта HackThisSite (Архивная копия от 10 декабря 2015 на Wayback Machine), созданного им в 2003 году во время учёбы в школе и предназначенного для изучения компьютерной безопасности. Несколько раз был заключен в тюрьму (за взлом «Protest Warrior» в 2005 году, за компьютерное мошенничество в 2013 году для взлома частной разведывательной фирмы «Stratfor» и передачу данных «WikiLeaks»); последний раз освобожден из тюрьмы в ноябре 2020 года.
В мае 2013 года Хаммонд признал вину в нарушении «Закона о компьютерном мошенничестве и злоупотреблении» («Computer Fraud and Abuse Act») и был приговорён к максимальному сроку в десять лет тюрьмы с последующими тремя годами надзорного освобождения. 17 ноября 2020 года Хаммонд был освобожден из Федерального исправительного учреждения Мемфиса и переведен в реабилитационный центр для отбывания оставшегося срока наказания. В октябре 2019 года Хаммонд предстал перед большим федеральным жюри Виргинии, которое расследовало деятельность «WikiLeaks» и его основателя Джулиана Ассанжа. Хаммонд был задержан за гражданское неуважение к суду (т.е. за неуважение к суду и его должностным лицам в форме поведения, которое противоречит или бросает вызов авторитету, справедливости и достоинству суда) судьёй Энтони Тренгой после того, как отказался давать показания. Тренга приказал освободить Хаммонда в марте 2020 года после завершения работы большого жюри, заявив, что прокурорам больше не нужны его показания.

## Биография

### Детство
Хаммонд родился и рос в пригороде Чикаго, районе Глендеил Хейтс, вместе со своим братом-близнецом Джейсоном. Джереми заинтересовался компьютерами в раннем детстве, начав с программирования видеоигр на Qbasic в возрасте 8 лет и создания баз данных в возрасте 13. Будучи студентом Старшей школы Глендеил Ист, расположенной в пригороде, в районе Ломбард штата Иллиноис, Хаммонд занял первое место в районной научной выставке с созданной им программой. Также в старшей школе, он стал пацифистским активистом, организовал студенческую вылазку против вторжения в Ирак и выпустил студенческую новостную газету против войны в Ираке. Директор старшей школы описал Хаммонда как «старшего своих лет».

### Образование
Хаммонд поступил в Университет Иллинойса в Чикаго на полную стипендию. Весной 2004 года, будучи студентом первого курса, он продемонстрировал уязвимость в безопасности сайта факультета информатики администрации этого факультета, предложив исправить её. За это Хаммонд был вызван в департамент и отчислен из университета..

### Музыка
Джереми вместе со своим братом Джейсоном, будучи увлеченными музыкой, в разные годы успели сыграть в большом числе музыкальных групп. До ареста Джереми, они оба активно выступали в местной ска-группе Dirty Surgeon Insurgency.

### Карьера
Хаммонд работал техником в Mac в Вилла Парк, штат Илиноис. Также он был веб-разработчиком в Чикагском отделении Rome & Company. Его начальник в 2010 году описал Хаммонда как человека «дружелюбного, учтивого и спокойного, в то время как мы стали подозревать его, он обладал нетерпением к корпоративному позерству, он никогда не демонстрировал свою нацеленность на дело и работу».

## Политическая активность
В 18 лет, окончив школу, Хаммонд основал сайт HackThisSite, направленный на тренировки в сфере компьютерной безопасности. Описание сайта звучало так: «a non-profit organization that strives to protect a good security culture and learning atmosphere».
За первые два года сайт посетили 2,5 миллиона раз, на нём числилось 110 тысяч пользователей и 34 волонтёра поддерживали его работу. На данный момент сайт обладает более чем 1,8 миллиона пользователей.
«Джереми — один из лучших, полезнейших людей из всех, с кем я общался», написал пользователь HackThisSite Брендон Перри из Техаса. «Он лишь хороший парень, который учил этичному взлому».
На конференции DEFCON 2004 в Лас-Вегасе, Хаммонд выступил с речью, призывавшей к «электронному гражданскому неповиновению» как протесту против ежегодного съезда Республиканской партии.

## Политические аресты
В июне 2004 арестован на гей-параде за драку с протестующим против парада. Признал себя виновным в нанесении побоев.
В 2004 году Хаммонд арестовывался в Нью-Йорке на демонстрации против съезда республиканской партии.
В 2005 Хаммонд был арестован на студенческой демонстрации в Чикаго.
10 декабря 2005 Хаммонд был арестован вместе c другими демонстрантами на протесте против демонстрации Национал-социалистического движения. Всего было арестовано 25 человек.
29 сентября 2009 шестеро протестующих, среди которых был и Хаммонд, сорвали и сожгли баннер, протестуя против заявки Чикаго на проведение олимпийских игр 2016 года. 29 ноября 2010 года Хаммонд был за это приговорен к 18 месяцам условно и 130 часам общественных работ.
25 марта 2010 арестован за нападение на ресторан, где находился известный отрицатель Холокоста Дэвид Ирвинг. Пятеро человек ворвались в ресторан и били стекло и раскидывали стулья, чтобы разогнать гостей Ирвинга, во время этого один посетитель получил удар бутылкой.

## Дело Protest Warrior
В 2006 году Хаммонд был приговорен к двум годам тюрьмы, после того, как признал себя виновным во взломе компьютера консервативной политической организации Protest Warrior. При этом было похищено 5000 номеров кредитных карт, хотя Хаммонд не расходовал деньги с этих карт. Хаммонд отбыл срок в тюрьме в Гринвилле, штат Иллинойс.

## Дело Stratfor
5 марта 2012 года Хаммонд был арестован агентами ФБР. Он признал себя виновным во взломе электронной почты частной разведывательно-аналитической фирмы «Стратфор», а также компьютерных систем правоохранительных органов и компаний, работавших с правительством США по контрактам. Об этом сообщил Прит Бхарара, федеральный прокурор Южного округа Нью-Йорка, где рассматривалось дело Хаммонда.

15 ноября 2013 года Джереми Хаммонд был приговорен к 10 годам заключения, при условии хорошего поведения он может рассчитывать на досрочное освобождение в 2021 году.